# Passerella
Genre
Passerella est un genre de passereaux de la famille des Passerellidae. Il comprenait seulement le Bruant fauve (Passerella iliaca) avant que Handbook of the Birds of the World et le Congrès ornithologique international ne divise cette espèce en quatre.

## Liste des espèces
D'après la classification de référence (version 5.2, 2015) du Congrès ornithologique international (ordre phylogénique) :
- Passerella iliaca – Bruant fauve
- Passerella unalaschcensis – Bruant fuligineux
- Passerella schistacea – Bruant ardoisé
- Passerella megarhyncha – Bruant à bec épais